# Zeidae
Famille
Les zéidés (Zeidae) (qui doivent leur nom à Zeus, la divinité suprême de la mythologie grecque) forment une famille de poissons de l'ordre des Zeiformes.

## Liste des genres et espèces
- genre Zenopsis (en) Gill, 1862
  - Zenopsis conchifera (Lowe, 1852) American john dory, buckler dory
  - Zenopsis nebulosa (Temminck & Schlegel, 1845) Mirror dory
  - Zenopsis oblongus Parin, 1989
  - Zenopsis stabilispinosa (Tetsuji Nakabo|, Dianne J. Bray & Umeyoshi Yamada, 2006)
- genre Zeus Linnaeus, 1758
  - Zeus capensis Valenciennes in Cuvier & Valenciennes, 1835 -- Dorée du Cap de Bonne-Espérance
  - Zeus faber Linnaeus, 1758 -- saint-pierre